# 高海浩
高海浩（1958年8月—），男，山東汶上人，中华人民共和国传媒工作者，曾任浙报传媒集团董事長（約2008年－2017年3月）、中共浙江省委宣传部副部长、省语委副主任，中共浙江省委委员（2012年6月－？）。

## 生平
祖籍山東汶上，文革經歷不詳，童年在山東在浙江亦不詳。1975年9月參加工作，歷任浙江省舟山市普陀造船廠工人，浙江日報記者、編輯，人民日報駐浙江記者站記者、首席記者，人民日報華東分社總編室主任（副廳級待遇），人民日報社華東分社副總編輯，浙江省新聞出版局副局長，浙江省委宣傳部副部長、巡視員。2008年1月起任浙江日報報業集團社長、黨委書記，浙報傳媒控股集團有限公司董事長。2011年9月兼任浙報傳媒集團股份有限公司董事、董事長，2012年6月起當選為中共浙江省委委員。
在浙江推普熱潮裡，浙江省語委2005年4月座談會批評2004-2005年在浙江省各市出现十餘檔方言節目的風氣。省语委副主任高海浩（祖籍山東汶上，母語應為中原官話兖菏片）認為吳語方言類節目朝「戏说新闻」发展是低俗的，指「媒体要从发展先进文化的高度来看推广普通话的重要性」。